# Anthony Celestino
Anthony Celestino var amerikansk basist i Box Car Racer live tillsammans med Tom DeLonge, Travis Barker och David Kennedy. Han medverkade inte under inspelningen av Box Car Racers enda och obetitlade skiva. Det skötte DeLonge. Han medverkar dock i deras två musikvideor I Feel So och There Is och turnerade med dem på deras enda världsturné.